# Micheline Morisset
Pour les articles homonymes, voir Morisset.
Micheline Morisset est une écrivaine québécoise née à Mont-Joli en 1957.

## Biographie
Micheline Morisset détient un baccalauréat et une maîtrise en Études littéraires de l'Université du Québec à Rimouski. Depuis plus de 25 ans, elle explore divers genres littéraires : romans, essai-fiction, nouvelles, biographie imaginaire. Depuis 1993, on retrouve aussi ses textes dans diverses revues littéraires dont Arcade, Les Saisons littéraires, Nouvelles Fraîches, Possibles, Tangence, Virage "Sabord", et XYZ. En 2009, le Conseil des Arts et des Lettres du Québec lui décernait le prix à la création artistique du Bas-St-laurent et en 2015 le Salon du livre de Rimouski lui remettait le prestigieux prix Arthur-Buies pour l'ensemble de sa carrière "en reconnaissance de la valeur exceptionnelle de son œuvre littéraire".
Micheline Morisset a de plus réalisé un projet unique : la production complète d'une série radiophonique de Radio-Canada consacrée à Arthur Buies. L'auteure a effectué la recherche, la rédaction et la narration de "Arthur Buies Chevalier Errant", dix émissions de 30 minutes consacrées au célèbre pamphlétaire québécois. La série a été diffusée à deux reprises à la chaîne culturelle nationale de Radio-Canada " et a été publiée par la suite aux Editions Nota Bene (2000) 
Démarche
Ses livres denses portés par une prose singulière présentent chaque fois des personnages fragiles, des êtres en quête qui interrogent la vie et le monde. Aussi tendres qu'audacieux, ses textes ne craignent pas les zones troubles. À titre d'exemple, ses romans "Le chant des poissons rouges" et  "La musique exactement" Québec Amérique (2003 et 2006) ou "Ce visage où habiter" Druide (2016) de même que "Le Cœur, c'est fatal" recueil de nouvelles Editions d'Art Le Sabord(2013) illustrent avec force ses préoccupations.
L'ensemble de son œuvre a reçu un accueil chaleureux de la critique qui s'accorde pour souligner la sensibilité de son travail, sa portée esthétique et narrative de même que la grande justesse psychologique de ses personnages.
Engagement
Impliquée dans son milieu, on ne compte plus les nombreux engagements de l'auteure. Elle a entre autres siégé pendant plusieurs années au sein du conseil d'administration du Camp Littéraire Félix ainsi qu'au Musée régional de Rimouski et représenté les auteurs de l'Est du Québec au sein du comité Trans-Québec de l'UNEQ. On lui doit aussi la Soirée littéraire des Fêtes des 300 ans de Rimouski.

## Œuvres
- Les mots pour séduire, nouvelles, Laval, Éditions Trois, 1997.
- Arthur Buies, chevalier errant, biographie imaginaire, Québec / Montréal, Éditions Nota bene / Société Radio-Canada, 2000, 1996
- États de manque, nouvelles, Laval, Éditions Trois, 2000.
- Le chant des poissons rouges, roman, Montréal, Québec Amérique, 2003.
- La musique exactement, roman, Montréal, Québec Amérique, 2006.
- Le Cœur, c'est fatal, nouvelles, Trois-Rivières, Art Le Sabord, 2013
- Ce visage où habiter, roman, Montréal, Editions Druide, 2016
- "Le bleu ne fait pas de bruit," échange épistolaire avec Paul Chanel Malenfant, Trois-Rivières, Art Le Sabord, 2017